# Canottaggio ai Giochi della XVIII Olimpiade
Le competizioni del canottaggio dei Giochi della XVIII Olimpiade si sono svolte nei giorni dall'11 al 15 ottobre 1964 nel bacino del Lago Sagami a Sagamihara. Come a Roma 1960 si sono disputati sette eventi tutti maschili.

## Podi
| Evento                            | Oro | Perform. | Argento | Perform. | Bronzo | Perform. |
| Singolo maschile (dettagli)       | Vjačeslav Ivanov | 8'22"51  | Achim Hill | 8'26"24  | Göpf Kottmann | 8'29"68  |
| Due di coppia maschile (dettagli) | Unione Sovietica Oleg Tjurin Boris Dubrovskij                                                                                                  | 7'10"66  | Stati Uniti Seymour Cromwell James Storm | 7'13"16  | Cecoslovacchia Vladimír Andrs Pavel Hofmann                                                                                                  | 7'14"23  |
| Due senza maschile (dettagli)     | Canada George Hungerford Roger Jackson | 7'32"94  | Paesi Bassi Steven Blaisse Ernst Veenemans | 7'33"40  | Germania Michael Schwan Wolfgang Hottenrott                                                                                                  | 7'38"63  |
| Due con maschile (dettagli)       | Stati Uniti Edward Ferry Conn Findlay Tim. Kent Mitchell                                                                                       | 8'21"23  | Francia Jacques Morel Georges Morel Tim. Jean-Claude Darouy | 8'23"15  | Paesi Bassi Herman Rouwé Erik Hartsuiker Tim. Jan-Just Bos                                                                                   | 8'23"42  |
| Quattro senza maschile (dettagli) | Danimarca John Ørsted Hansen Erik Petersen Kurt Helmudt Bjørn Borgen Hasløv                                                                    | 6'59"30  | Gran Bretagna John M. Russell Hugh Wardell-Yerburgh William Barry John James                                                                                     | 7'00"47  | Stati Uniti Geoffrey Picard Richard Lyon Theodore Nash Ted Mittet                                                                            | 7'01"37  |
| Quattro con maschile (dettagli)   | Germania Peter Neusel Bernhard Britting Joachim Werner Egbert Hirschfelder Tim. Jürgen Oelke                                                   | 7'00"44  | Italia Renato Bosatta Emilio Trivini Giuseppe Galante Franco De Pedrina Tim. Giovanni Spinola                                                                    | 7'02"84  | Paesi Bassi Lex Mullink Jan van de Graaff Freek van de Graaff Marius Klumperbeek Tim. Bobbie van der Graaf                                   | 7'06"46  |
| Otto maschile (dettagli)          | Stati Uniti Joseph Amlong Thomas Amlong Harold Budd Emory Clark Stanley Cwiklinski Hugh Foley William Knecht William Stowe Tim. Róbert Zimonyi | 6'18"23  | Germania Klaus Aeffke Klaus Bittner Karl-Heinz Von Groddeck Hans-Jürgen Wallbrecht Klaus Behrens Jürgen Schröder Jürgen Plagemann Horst Meyer Tim. Thomas Ahrens | 6'23"29  | Cecoslovacchia Petr Čermák Jiří Lundák Jan Mrvík Július Toček Josef Věntus Luděk Pojezný Bohumil Janoušek Richard Nový Tim. Miroslav Koníček | 6'25"11  |

## Medagliere
| Posizione | Paese            |   |   |   | Totale |
| --------- | ---------------- | - | - | - | ------ |
| 1         | Stati Uniti      | 2 | 1 | 1 | 4      |
| 2         | Unione Sovietica | 2 | 0 | 0 | 2      |
| 3         | Germania         | 1 | 2 | 1 | 4      |
| 4         | Canada           | 1 | 0 | 0 | 1      |
| 4         | Danimarca        | 1 | 0 | 0 | 1      |
| 6         | Paesi Bassi      | 0 | 1 | 2 | 3      |
| 7         | Francia          | 0 | 1 | 0 | 1      |
| 7         | Gran Bretagna    | 0 | 1 | 0 | 1      |
| 7         | Italia           | 0 | 1 | 0 | 1      |
| 10        | Cecoslovacchia   | 0 | 0 | 2 | 2      |
| 11        | Svizzera         | 0 | 0 | 1 | 1      |
| Totale    | Totale           | 7 | 7 | 7 | 21     |